# Виллерсексель
Виллерсексе́ль (фр. Villersexel) — коммуна во Франции, находится в регионе Франш-Конте. Департамент — Верхняя Сона. Административный центр кантона Виллерсексель. Округ коммуны — Люр.
Код INSEE коммуны — 70561.

## География
Коммуна расположена приблизительно в 340 км к юго-востоку от Парижа, в 50 км северо-восточнее Безансона, в 23 км к востоку от Везуля.
По территории коммуны протекает река Оньон.

## Население
Население коммуны на 2010 год составляло 1464 человека.
| 1962 | 1968 | 1975 | 1982 | 1990 | 1999 | 2010 |
| ---- | ---- | ---- | ---- | ---- | ---- | ---- |
| 1124 | 1191 | 1326 | 1516 | 1460 | 1446 | 1464 |

## Администрация
| Период | Период | Фамилия        | Партия                         | Примечания                       |
| ------ | ------ | -------------- | ------------------------------ | -------------------------------- |
| 1947   | 1953   | Луи Шевроле    |                                |                                  |
| 1953   | 1992   | Мишель Мирудо  | Независимые республиканцы      | сенатор                          |
| 1992   | 2001   | Шарль Робер    | Союз за французскую демократию | член регионального совета        |
| 2001   | 2014   | Жерар Пеллетре | Разные левые                   | член генерального совета кантона |

## Экономика
В 2010 году среди 850 человек трудоспособного возраста (15—64 лет) 603 были экономически активными, 247 — неактивными (показатель активности — 70,9 %, в 1999 году было 68,3 %). Из 603 активных жителей работали 505 человек (261 мужчина и 244 женщины), безработных было 98 (43 мужчины и 55 женщин). Среди 247 неактивных 55 человек были учениками или студентами, 92 — пенсионерами, 100 были неактивными по другим причинам.

## Достопримечательности
- Замок Граммон (1882 год). Исторический памятник с 2001 года[3]
- Дом приходского священника (1753 год). Исторический памятник с 1996 года[4]
- Госпиталь Граммон (1753 год). Исторический памятник с 1998 года[5]
- Дом XV века. Исторический памятник с 2011 года[6]

## Города-побратимы
- Шёнау (Германия)

## Фотогалерея

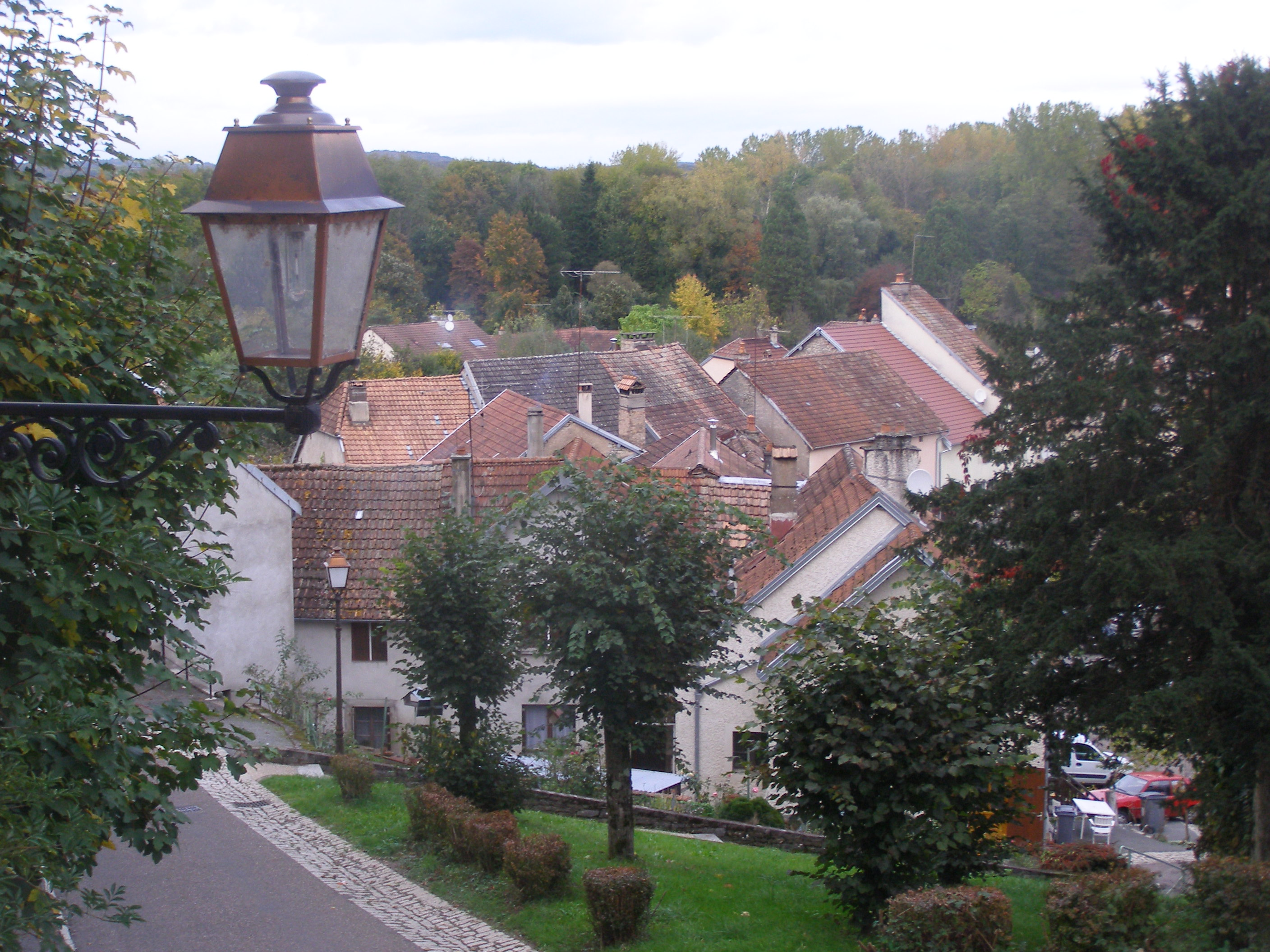
Виллерсексель
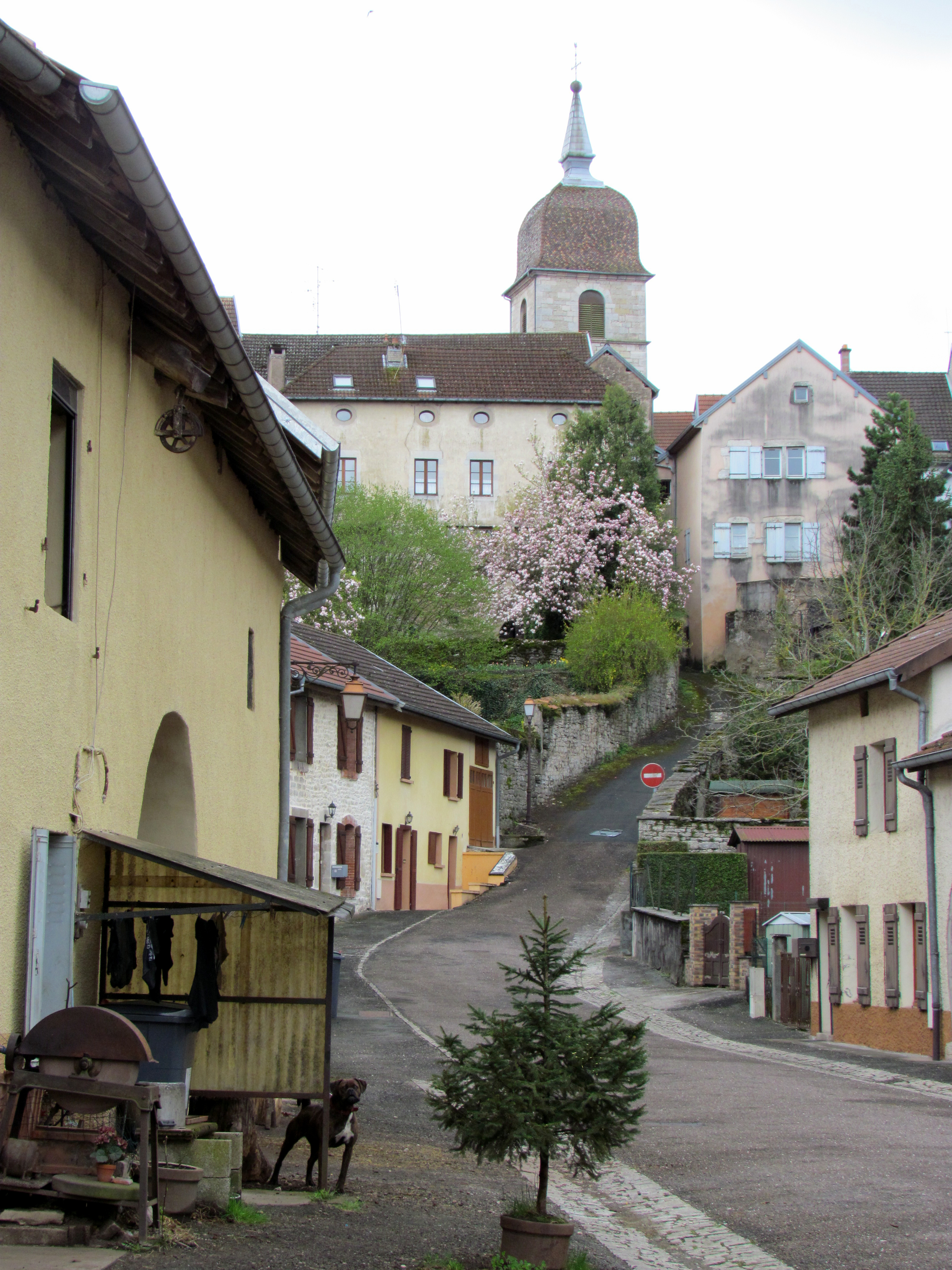
Виллерсексель
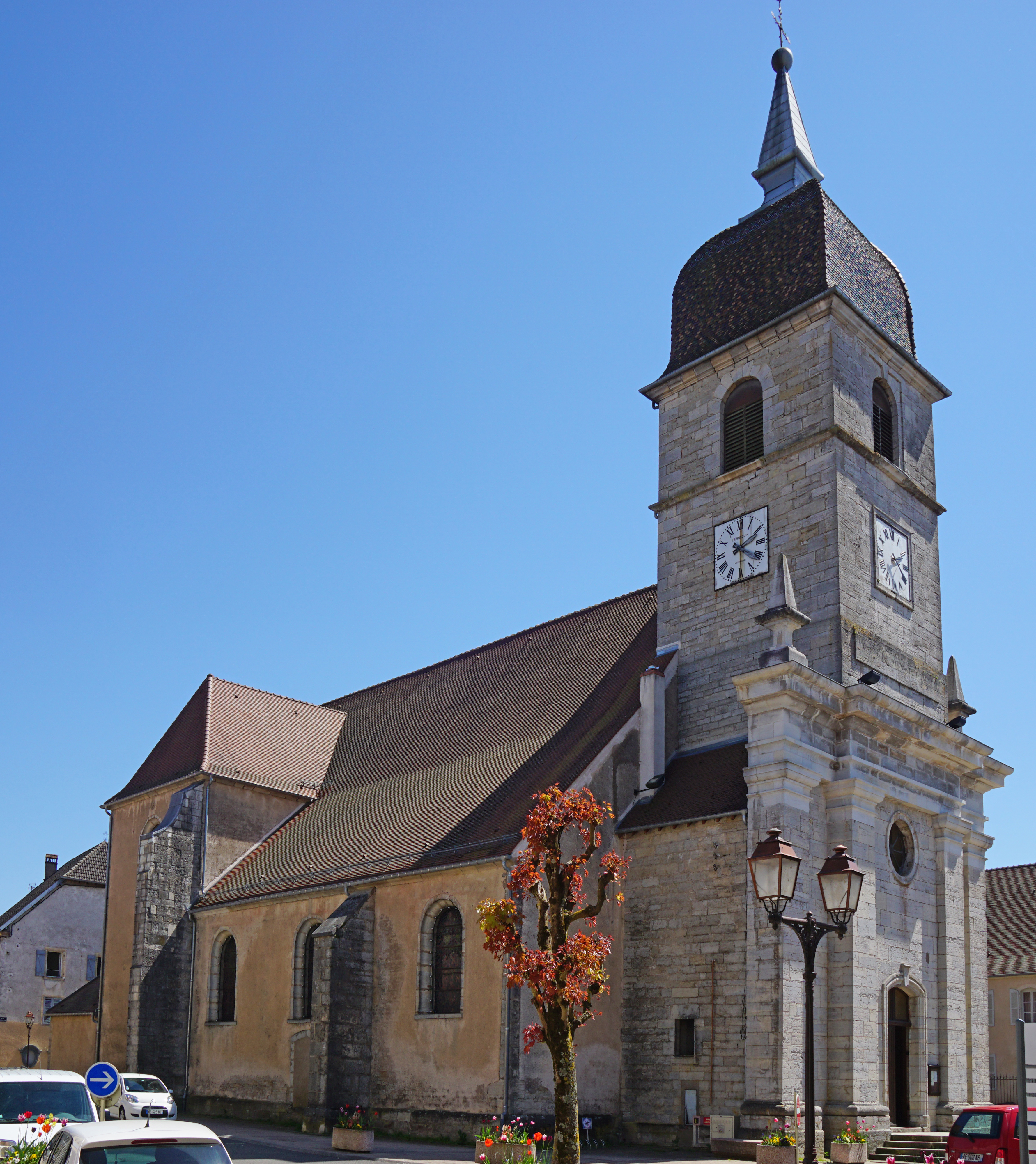
Церковь
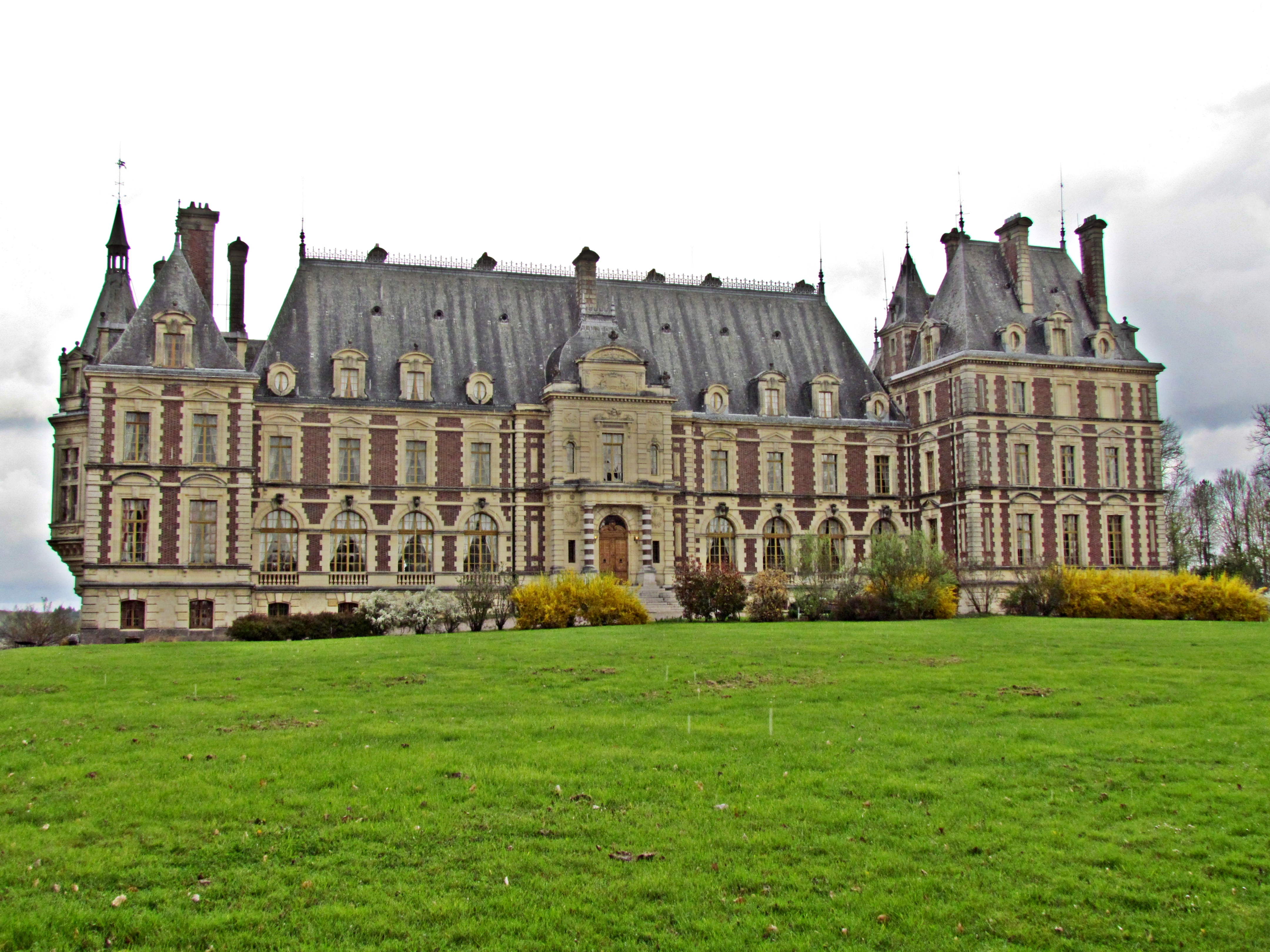
Замок Граммон